# TSCnews5
『TSCnews5』（ティーエスシー・ニュース・ファイブ）は、テレビせとうち（TSC）で放送されていたローカルニュース番組。
2012年4月2日に『news5』のタイトルで放送開始し、2013年4月1日からタイトルの冒頭に「TSC」を付け加えている。

## 概要
TSCは、2010年4月1日から平日午前に『せとうちパレット930』を放送するため、夕方のローカルニュースであった『ザニュースTSC』を同年3月31日限りで終了させた。その際、平日夕方に後継のローカルニュース枠を設けなかったため、2010年4月以降はテレビ東京の『NEWS FINE』→『NEWSアンサー』を関東ローカル枠を含めてフルネットで放送し、残りの時間はミニ番組やテレビショッピングで穴埋めしていた。
しかし、2012年4月の改編で『せとうちパレット930』が終了することになり、TSCは同番組のニュース部分を切り離す形で2年ぶりに平日夕方のローカルニュースを復活させた。これにより、テレビ東京系列は全ての局が、平日17時台にローカルニュースを放送する体制となった。
2014年4月改編で、17時台後半の『アニメ530』枠が終了し、同時間帯がローカルセールス枠に変更されたのを受けて、同年4月4日より金曜日の放送に限り、17:55まで放送時間を拡大した。夕方のローカルニュースが30分以上の放送枠となるのは、『ザニュースTSCワイド』以来となるが、同番組では『速ホゥ!』を内包していたので、全編ローカルニュース枠としては、『ザニュースTSC』第1期の金曜版以来8年振りとなる。
2017年4月改編で、月 - 木の放送時間が17:40まで放送時間を拡大した。なお、17:16開始となったため、金曜日の放送は1分縮小された。2017年1月から金曜も17:40の終了となった。その後、2019年4月から本番組の後続の時間帯（17:30 - 17:55）でテレビ東京制作のバラエティ番組『青春高校3年C組』の番販ネットを開始したため、全曜日で放送時間を17:15 - 17:30に統一した。
2020年3月27日をもって放送を終了することになり、8年の歴史に幕を下ろした。
なお、『ニュース山陽夕刊』を除くTSCのローカルニュース番組には、代々「TSC」または「せとうち」がタイトルに含まれていたが、本番組は放送開始から2013年3月29日まで、それらが一切含まれないタイトルとなっていた。

## 放送時間
| 期間 | 期間       | 月曜日 - 木曜日       | 金曜日                |
| --- | ---------- | --------------------- | --------------------- |
| 2012.4.2                                                                                                  | 2014.3.28  | 17:13 - 17:30（17分） | 17:13 - 17:30（17分） |
| 2014.3.31                                                                                                 | 2016.11.4  | 17:13 - 17:30（17分） | 17:13 - 17:55（42分） |
| 2016.11.7                                                                                                 | 2017.3.31  | 17:15 - 17:30（15分） | 17:15 - 17:55（40分） |
| 2017.4.3                                                                                                  | 2017.12.22 | 17:16 - 17:40（24分） | 17:16 - 17:55（39分） |
| 2018.1.8                                                                                                  | 2018.9.28  | 17:16 - 17:40（24分） | 17:16 - 17:40（24分） |
| 2018.10.1                                                                                                 | 2019.03.29 | 17:15 - 17:25（10分） | 17:15 - 17:40（25分） |
| 2019.04.02                                                                                                | 2020.3.27  | 17:15 - 17:30（15分） | 17:15 - 17:30（15分） |
| - 2017年3月31日までと、2018年10月1日以降は『NEWSアンサー』→『ゆうがたサテライト』からステブレなしで接続。 |            |                       |                       |

## キャスター
特記のない出演者は、TSCアナウンサー。
- 木村英樹（TSC報道部記者、番組開始 - 2013年5月31日、月曜日 - 金曜日担当）
- 浅井批文（番組開始 - 番組終了、中継・リポート担当[2]）
- 中島有香（番組開始 - 番組終了、月曜日 - 金曜日担当[3]）

以上3名は『せとうちパレット930』からのスライド出演。このうち、中島と浅井は『せとうちパレット930』の後継番組となる、『TSCサタデーパレット』→『どようDEど〜よ』にも出演している。木村と浅井は『せとうちパレット930』から担当曜日もそのままスライド。また、中島は産休に入るまで『ザニュースTSC』を担当しており、約3年振りの夕方枠復帰となった。
- 小倉恵美（2014年4月4日 - 2015年3月、金曜日担当）
- 佐竹明咲美（2015年4月 - 番組終了、水曜日 - 金曜日担当）
- 唐川美音（2017年4月 - 番組終了、月曜日・火曜日担当）